# الن پرایس
اَلن پرایس (انگلیسی: Alan Price؛ زادهٔ ۱۹ آوریل ۱۹۴۲) موسیقی‌دان، آهنگساز، خواننده-ترانه‌پرداز، تنظیم‌کننده اهل بریتانیا است. وی از سال ۱۹۶۱ میلادی تاکنون مشغول فعالیت بوده است. نام او در سال ۱۹۹۴ در تالار مشاهیر راک اند رول ثبت شد. وی در سال ۱۹۷۴ برندهٔ جایزه بفتای بهترین موسیقی فیلم شد.
از فیلم‌ها یا برنامه‌های تلویزیونی که وی در آن نقش داشته‌است، می‌توان به به عقب نگاه نکن و ای مرد خوش‌شانس! اشاره کرد.